# Lacurile Fălticeni (sit SPA)
Lacurile Fălticeni alcătuiesc o zonă protejată (arie de protecție specială avifaunistică - SPA) situată în nord-estul României, pe teritoriul administrativ al județului Suceava.

## Localizare
Aria naturală se află în partea sud-estică a județului Suceava , pe teritoriile comunelor Horodniceni, Bunești, Moara, Rădășeni și al orașului Fălticeni și este străbătută de drumului național DN2, care leagă municipiul Suceava de Roman.

## Descriere
Zona a fost declarată Arie de Protecție Specială Avifaunistică prin Hotărârea  de Guvern nr. 1284 din 24 octombrie 2007 (privind declararea ariilor de protecție specială avifaunistică ca parte integrantă a rețelei ecologice europene Natura 2000 în România) și se întinde pe o suprafață de 787.4 hectare.
Aria protejată (încadrată în bioregiunea geografică continentală) reprezintă o zonă naturală în lunca inundabilă a Dunării (lacuri, râuri, pajiști, terenuri arabile cultivate) ce asigură condiții de hrană, cuibărit și viețuire pentru mai multe specii de păsări migratoare, de pasaj (sau sedentare (unele protejate prin lege).

## Avifaună

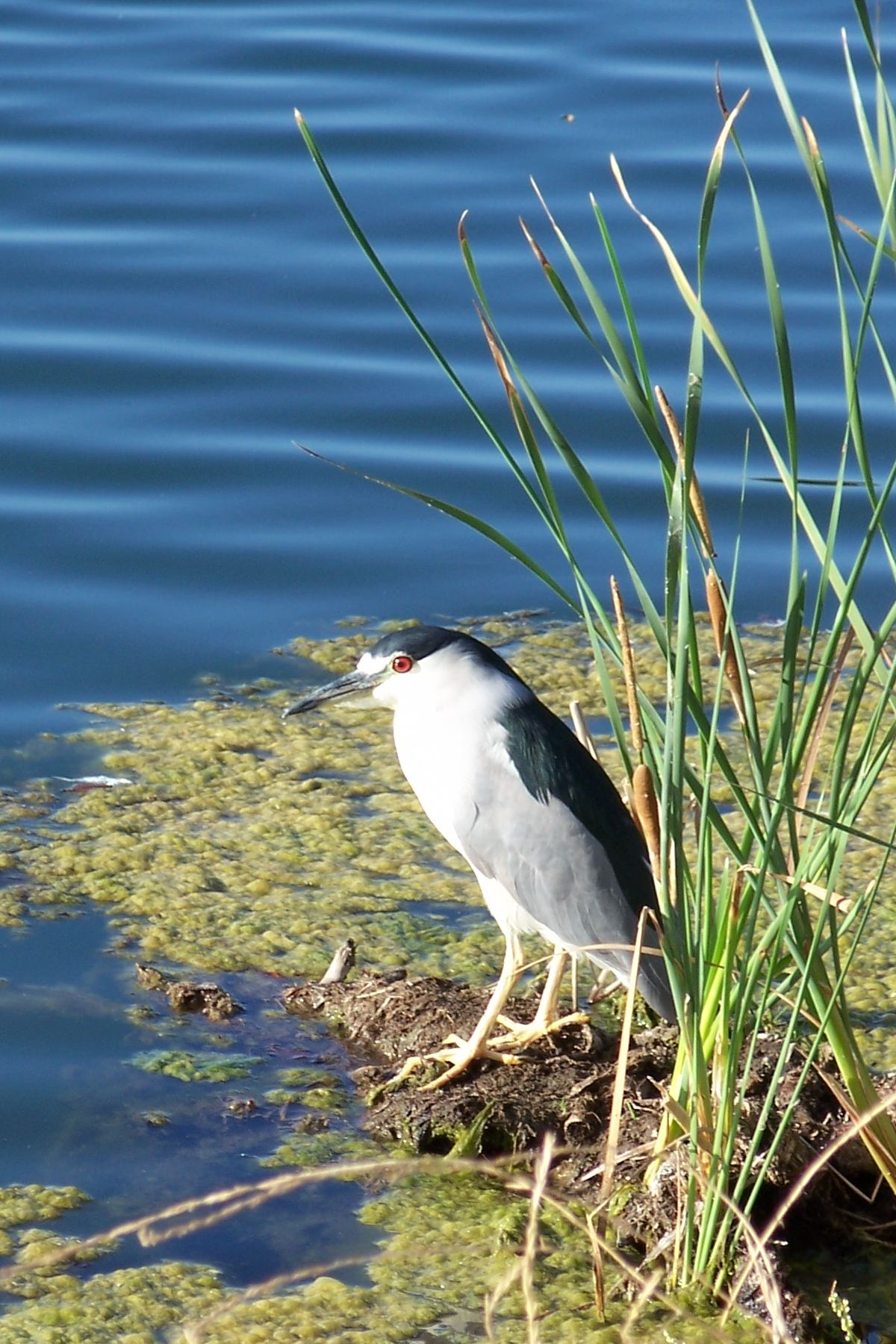
Stârc de noapte (Nycticorax nycticorax)

Situl adăpostește o gamă variată păsări cu specii de: rață sulițar (Anas acuta), rață fluierătoare (Anas penelope), rață lingurar (Anas clypeata), rață mare (Anas platyrhynchos), rață pestriță (Anas strepera), rață cârâietoare (Anas querquedula), gârliță mare (Anser albifrons), stârc cenușiu (Ardea cinerea), rață roșie (Aythya nyroca), rață-cu-cap-castaniu (Aythya ferina), rața moțată (Aythya fuligula), buhai de baltă (Botaurus stellaris),  prundaș-gulerat-mic (Charadrius dubius), chirighiță-cu-obraz-alb (Chlidonias hybridus), chirighiță-cu-aripi-albe (Chlidonias leucopterus), chirighiță neagră (Chlidonias niger), barză albă (Ciconia ciconia), erete de stuf (Circus aeruginosus), lebădă de vară (Cygnus olor), egretă albă (Egretta alba), egretă mică (Egretta garzetta), lișiță (Fulica atra), cufundar polar (Gavia arctica), cufundar mic (Gavia stellata), stârc pitic (Ixobrychus minutus), pescăruș argintiu (Larus cachinnans), sfrâncioc roșiatic (Lanius collurio),  pescăruș argintiu (Larus cachinnans), pescăruș râzător (Larus ridibundus), ferestraș mic (Mergus albellus), stârc de noapte (Nycticorax nycticorax), cormoran-mare (Phalacrocorax carbo sinensis), cormoran-mic (Phalacrocorax pygmeus), bătăuș (Philomachus pugnax), ploier auriu (Pluvialis apricaria), chiră de baltă (Sterna hirundo), fluierar de zăvoi (Tringa ochropus), fluierar negru (Tringa erythropus), fluierarul cu picioare roșii (Tringa totanus), fluierar de mlaștină (Tringa glareola) sau nagâț (Vanellus vanellus).

## Căi de acces
- Drumul național DN2 pe ruta: Suceava - Cumpărătura - Bunești - Fălticeni.

## Monumente și atracții turistice
În vecinătatea sitului se află numeroase obiective de interes istoric, cultural și turistic; astfel:

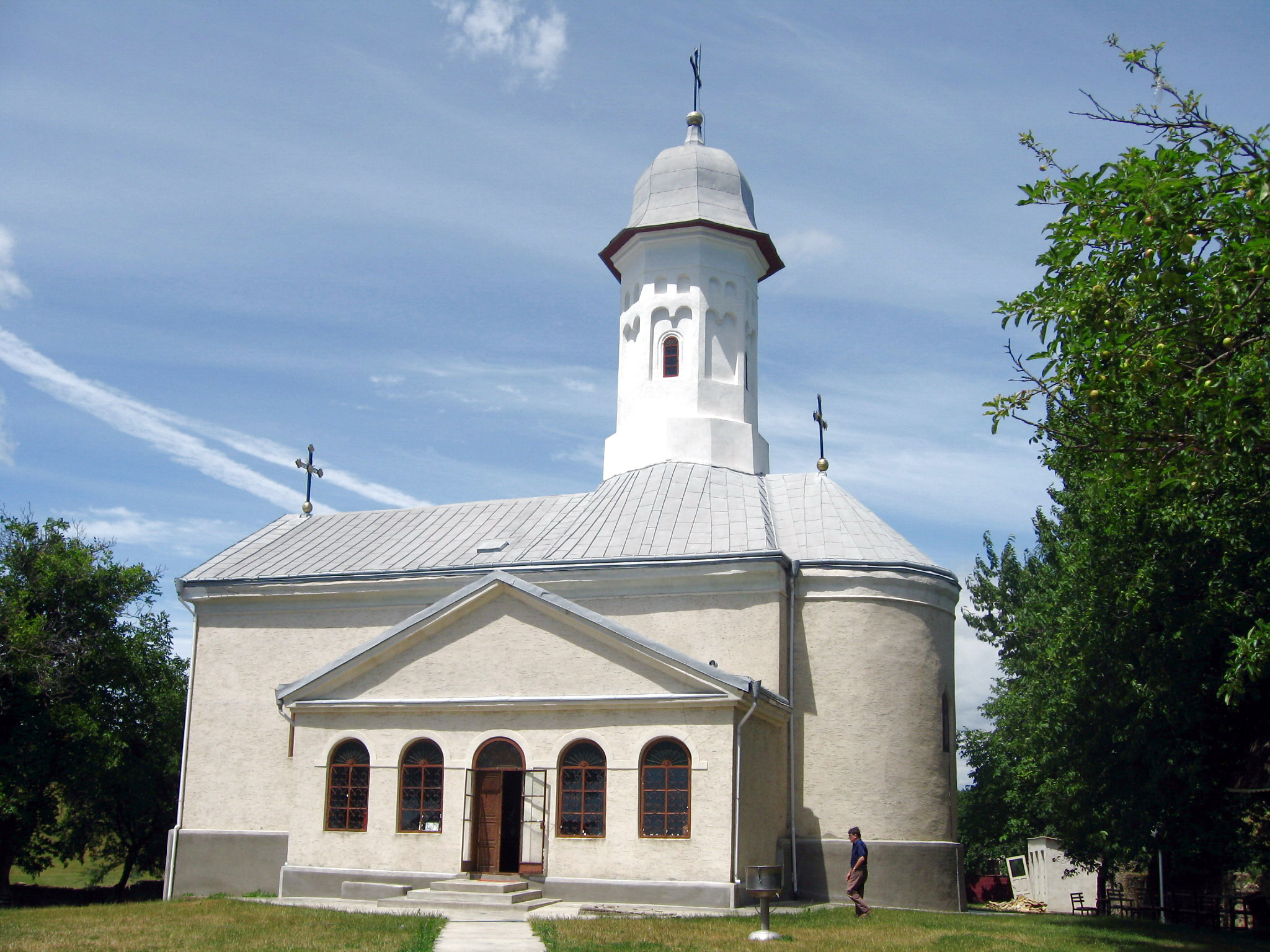
Biserica Mănăstirii Hadigar

- Biserica „Adormirea Maicii Domnului” (Hagigadar) din satul Bulai, lăcaș de cult armenesc construit în anul 1512 de către negustorul armean Dragan Donavachian, monument istoric
- Biserica „Sfântul Nicolae” din Fălticeni, construcție 1798, monument istoric.
- Biserica de lemn „Sfântul Gheorghe” din Fălticeni, construcție secolul al XVIII-lea, monument istoric.
- Biserica Pogorârea Sfântului Duh din Horodniceni, construcție secolul al XVI-lea, monument istoric.
- Biserica Sfântul Maximilian Maria Kolbe din Moara, construcție 1984
- Casa memorială „Mihail Sadoveanu” din Fălticeni, construcție 1908, monument istoric.
- Casa lui Eugen Lovinescu din Fălticeni, construcție 1850, monument istoric.
- Podul medieval din Șoldănești, construcție secolul al XV-lea, monument istoric.
- Galeria Oamenilor de Seamă din Fălticeni, construcție 1850, monument istoric.
- Casa pictorului Ștefan Șoldănescu din Fălticeni, construcție 1830, monument istoric.
- Vama Veche din Bunești, construcție 1800, monument istoric.